# Фарината дељи Уберти
Фарината дељи Уберти (итал. Farinata degli Uberti, Фиренца, 1212 – Фиренца, 11. новембар 1264) био је италијански племић и кондотијер.
Припадао је једној од најстаријих гибелинских породица Фиренце, па га је Данте Алигијери поменуо у шестом певању Пакла, а срео га је лично у десетом певању међу јеретицима.

## Биографија
Син Јакопа дељи Убертија, од 1239. године био је предводник странке гибелина и одиграо је веома значајну улогу у протеривању гвелфа из Фиренце, које је уследило неколико година касније, 1248. године, под влашћу царског намесника Фридриха од Антиохије, сина цара Фридриха II.
Убертијеви су потом били прогнани када су се на власт вратиле породице гвелфске припадности 1251. године, а уточиште су нашли у Сијени, 1258. године.
Фарината је имао кључну улогу у победи у Бици код Монтапертија 4. септембра 1260. године, а у Конгресу код Емполија, који је уследио, показао је своју снажну љубав према домовини отворено се супротставивши предлогу изасланика Пизе и Сијене који су желели да сравне Фиренцу са земљом.
Преминуо је 1264. године и сахрањен је у цркви Santa Reparata Архивирано на веб-сајту  (19. децембар 2023) у Фиренци, где је потом саграђена Фирентинска катедрала (итал. Duomo di Firenze). 
Његов син, Лапо, именован је од стране Хајнриха VII за његовог изасланика у Мантови.

## Оптужба за јерес
Чак ни након смрти, Убертијеви нису успели да измакну освети супарничке фракције. У Фиренци су 1283. године тела Фаринате и његове жене Адалете подвргнута постхумном јавном суђењу, под оптужбом за јерес. Том приликом су њихови посмртни остаци ископани, а суђење се завршило пресудом кривице коју је донео фрањевачки инквизитор Соломон из Луке, који је наложио да њихове кости буду одвојене од костију верника и да сва добра која је Фарината оставио у наследство буду заплењена.
Основа оптужбе је и данас несигурна. Она се заправо односила на оспоравање верске супремације Цркве, иако је фракција којој је припадао Фарината оспоравала само политичко мешање Цркве, захтевајући раздвајање духовне и световне власти. До подизања неспоразума на виши ниво довела је пропаганда гвелфа који су искористили ову оптужбу у своју корист, мада неки научници тврде да је Фарината заиста био близак катарској јереси.

## Фарината у ДантеовомПаклу
Убертијеви нису придобили никакву амнестију, а мржња ривала се сручила на њих. Данте је, наиме, сместио Фаринату међу јеретике епикурејце, који „душу сахрањују са телом” (итал. l'anima col corpo morta fanno) односно оне који не верују у бесмртност душе. Њих двојица воде разговор концентрисан око њихове политичке битке, око породице, а посебно око теме очинских грехова који се преносе на потомство. То је била једна од тема врло блиских песнику, јер је и сам могао да сачува своје синове од изгнанства, да је тражио опроштај. Након што размене неколико напетих реплика, Фарината Дантеу прориче изгнанство, из ког се види огорченост песника, који је у време док пише већ неколико година прогнан.
Данте је, ипак, Фаринати указао ратничку част учинивши га једним од протагониста свог епа и представивши га као моћну и поносну фигуру, скоро хомеровску, у погледу супротстављања недаћама. Чак и сам Вергилије упозорава Дантеа пред овај сусрет да буде обазрив да не користи просте, већ племените речи.